# Снагов (комуна)
Снагов (рум. Snagov) — комуна у повіті Ілфов в Румунії. До складу комуни входять такі села (дані про населення за 2002 рік):
- Вледічаска (135 осіб)
- Герменешть (2034 особи)
- Снагов (1484 особи)
- Тинкебешть (1417 осіб)
- Чофлічень (971 особа)

Комуна розташована на відстані 30 км на північ від Бухареста, 114 км на південний схід від Брашова.

## Населення
За даними перепису населення 2002 року у комуні проживала 6041 особа.
Національний склад населення комуни:
| Національність | Кількість осіб | Відсоток |
| -------------- | -------------- | -------- |
| румуни         | 5995           | 99,2%    |
| цигани         | 23             | 0,4%     |
| греки          | 5              | 0,1%     |
| угорці         | 4              | 0,1%     |
| німці          | 2              | < 0,1%   |
| українці       | 1              | < 0,1%   |
| турки          | 1              | < 0,1%   |
| словаки        | 1              | < 0,1%   |
| італійці       | 1              | < 0,1%   |
| вірмени        | 1              | < 0,1%   |

Рідною мовою назвали:
| Мова       | Кількість осіб | Відсоток |
| ---------- | -------------- | -------- |
| румунська  | 6006           | 99,4%    |
| циганська  | 10             | 0,2%     |
| угорська   | 6              | 0,1%     |
| грецька    | 5              | 0,1%     |
| українська | 2              | < 0,1%   |
| німецька   | 2              | < 0,1%   |
| італійська | 2              | < 0,1%   |
| турецька   | 1              | < 0,1%   |
| словацька  | 1              | < 0,1%   |

Склад населення комуни за віросповіданням:
| Релігія                             | Кількість осіб | Відсоток |
| ----------------------------------- | -------------- | -------- |
| православні                         | 5906           | 97,8%    |
| лютерани                            | 41             | 0,7%     |
| бретрени                            | 19             | 0,3%     |
| п'ятдесятники                       | 18             | 0,3%     |
| баптисти                            | 13             | 0,2%     |
| римо-католики                       | 10             | 0,2%     |
| адвентисти                          | 9              | 0,1%     |
| греко-католики                      | 8              | 0,1%     |
| атеїсти                             | 5              | 0,1%     |
| мусульмани                          | 2              | < 0,1%   |
| реформати                           | 1              | < 0,1%   |
| лютерани (Аугсбурзького сповідання) | 1              | < 0,1%   |
| не релігійні                        | 1              | < 0,1%   |